# العلاقات البولندية الغواتيمالية
العلاقات البولندية الغواتيمالية هي العلاقات الثنائية التي تجمع بين بولندا وغواتيمالا.

## مقارنة بين البلدين
هذه مقارنة عامة ومرجعية للدولتين:
| وجه المقارنة                                              | بولندا                                                                             | غواتيمالا       |
| --------------------------------------------------------- | ---------------------------------------------------------------------------------- | --------------- |
| المساحة (كم2)                                             | 312.68 ألف                                                                         | 108.89 ألف      |
| عدد السكان (نسمة)                                         | 38.43 مليون                                                                        | 17.26 مليون     |
| الكثافة السكانية (ن./كم²)                                 | 122.91                                                                             | 158.51          |
| العاصمة                                                   | وارسو                                                                              | غواتيمالا       |
| اللغة الرسمية                                             | اللغة البولندية                                                                    | اللغة الإسبانية |
| العملة                                                    | زلوتي بولندي                                                                       | كتزال غواتيمالي |
| الناتج المحلي الإجمالي (بليون دولار)                      | 524.51 مليار                                                                       | 75.62 مليار     |
| الناتج المحلي الإجمالي (تعادل القوة الشرائية) بليون دولار | 1.02 تريليون                                                                       | 126.21 مليار    |
| الناتج المحلي الإجمالي الاسمي للفرد دولار أمريكي          | 12.55 ألف                                                                          | 3.90 ألف        |
| الناتج المحلي الإجمالي للفرد دولار أمريكي                 | 26.14 ألف                                                                          | 7.45 ألف        |
| مؤشر التنمية البشرية                                      | 0.843                                                                              | 0.627           |
| رمز المكالمات الدولي                                      | +48                                                                                | +502            |
| رمز الإنترنت                                              | .pl                                                                                | .gt             |
| المنطقة الزمنية                                           | توقيت وسط أوروبا، ت ع م+01:00، ت ع م+02:00، أوروبا/وارسو ‏، توقيت وسط أوروبا الصيفي | 00              |

## منظمات دولية مشتركة
يشترك البلدان في عضوية مجموعة من المنظمات الدولية، منها:
| علم المنظمة | اسم المنظمة                        | تاريخ انضمام بولندا | تاريخ انضمام غواتيمالا |
| ----------- | ---------------------------------- | ------------------- | ---------------------- |
|             | وكالة ضمان الاستثمار متعدد الأطراف | 29 يونيو 1990       | 11 يوليو 1996          |
|             | منظمة الشرطة الجنائية الدولية      | ?                   | ?                      |
|             | منظمة حظر الأسلحة الكيميائية       | ?                   | ?                      |
|             | منظمة التجارة العالمية             | 1 يوليو 1995        | ?                      |
|             | الأمم المتحدة                      | 24 أكتوبر 1945      | 21 نوفمبر 1945         |
|             | مؤسسة التمويل الدولية              | 29 ديسمبر 1987      | 20 يوليو 1956          |
|             | يونسكو                             | 6 نوفمبر 1946       | 2 يناير 1950           |
|             | مؤسسة التنمية الدولية              | 28 أكتوبر 1960      | 27 أبريل 1961          |
|             | البنك الدولي للإنشاء والتعمير      | 27 يونيو 1986       | 28 ديسمبر 1945         |
|             | المنظمة الهيدروغرافية الدولية      | ?                   | ?                      |
|             | الاتحاد البريدي العالمي            | 1 مايو 1919         | ?                      |
|             | الاتحاد الدولي للاتصالات           | 1921                | 10 يوليو 1914          |

## وصلات خارجية
- موقع وزارة الخارجية البولندية
- موقع وزارة الخارجية الغواتيمالية